# Питрейх, Генрих фон
Генрих фон Питрейх (нем. Heinrich Freiherr von Pitreich; 10 ноября 1841 — 13 января 1920) — австро-венгерский военачальник, военный министр Австро-Венгрии в 1902—1906. Барон.

## Семья
Прадед Генриха фон Питрейха — доктор юридических наук Михаэль Питрейх Старший (1710—1775, возведён в дворянское достоинство в 1765) — известный адвокат, работавший в Граце, Зальцбурге и Секау, советник консистории, с 1769 — декан в Грацском университете. Дед, Йозеф (1751—1809, с 1791 — рыцарь), Надворный советник Верховного судебного присутствия. Отец, Винсент Питрейх (1798—1869), Надворный советник, служил в Верховном Суде, депутат ландтага Каринтии. Братья — Антон и Август занимали крупные посты в судебной системе. Сыновья — Гуго и Максимилиан — высокопоставленные офицеры.

## Военная карьера
Генрих фон Питрейх в 1859 году окончил Инженерную академию. С 1866 года — офицер Генерального штаба, занимался модернизацией крепостей Кракова и Лемберга. С 1871 года — капитан Генерального штаба, с 1876 года служил в Оперативном управлении. В 1878 году получил чин майора, в 1882 году — подполковника. В 1883 году возглавил 5 отдел Генерального штаба. С 1885 года — полковник, начальник канцелярии военного министра.
В 1891 году получил чин генерал-майора. Одновременно получил назначение в войска, командовал 24-й дивизией, расквартированной в Перемышле. В 1895 году стал фельдмаршал-лейтенантом.
С 1896 года — заместитель начальника Генерального штаба, организовал ряд крупных общевойсковых манёвров.
19 декабря 1902 года был назначен общеимперским военным министром. В 1903 году по предложению императора был предложен новый Строевой устав, в соответствии с которым офицерам предписывалось знать язык подданных, из которых она сформирована. Предложение вызывало неприятие немецкоязычного офицерства, и в результате 16 сентября 1903 был опубликован императорский указ об унификации в армии, который коснулся и венгерских гонведов. Это вызвало крупнейший кризис в отношениях между двумя частями империи со времени Австро-венгерского соглашения. Генеральный штаб готовился к использованию военной силы против Венгрии. Сам Питрейх был сторонником сохранения единого командного языка в армии, однако предлагал ввести другие послабления для венгров, в частности, допустить венгерский язык в военных судах. Вступил в конфликт с престолонаследником эрцгерцогом Францем Фердинандом, под его давлением был вынужден подать в отставку. Назначен шефом 63-го пехотного полка, в скором времени вышел на пенсию. Умер 13 января 1920 года в Вене.
На посту главы военного министерства был известен как реформатор, уделял большое внимание перевооружению артиллерии, способствовал принятию на вооружение пулемётов.

## Сочинения
- Die Einheit der osterreichisch-ungarischen Armee : militar-politische Betrachtung eines alten Soldaten aus dem Ungarischen., C.W. Stern, Wien, 1905
- Meine Beziehungen zu den Armeeforderungen Ungarns verbunden mit der Betrachtung dermaliger internationaler Situation, Braumüller, Wien, 1911
- Entgegnung auf den Festgruss des Professors Dr. Hermann Oncken zur Gedächtnisfeier an die Leipzigerschlacht : («Neue Freie Presse» vom 17. Okt. 1. J.), Seidel, Wien, 1913